# Nahverkehr in Braunschweig
Der Nahverkehr in Braunschweig besteht aus einem Straßenbahn- und einem Stadtbusnetz. Die Stadtlinien werden ausschließlich von der Braunschweiger Verkehrs-GmbH bedient, der Regionalverkehr wird auch von anderen Verkehrsunternehmen durchgeführt. Braunschweig ist Teil des Verkehrsverbundes Region Braunschweig.

## Stadtverkehr

### Straßenbahn

Liniennetzplan der Braunschweiger Straßenbahn

Das Braunschweiger Straßenbahnnetz besteht aus Gleisen mit der deutschlandweit gegenwärtig einmaligen Spurweite von 1100 mm auf sechs Linien. Das Netz hat eine Gleislänge von 58,7 Kilometern. Der Fahrzeugpark besteht derzeit aus 49 betriebsbereiten Triebwagen und 2 Beiwagen. Der neue Betriebshof am Hauptgüterbahnhof wurde im April 2009 in Betrieb genommen.
Das heutige Liniennetz besteht in seinen Grundzügen seit 2009. Zeitweise wurden die Linien dabei auch als Metrolinien mit dem Präfix „M“ in der Linienkennung bezeichnet. Bis Anfang 2016 wurde dieses Konzept jedoch wieder aufgegeben. Knotenpunkte im Netz sind das Rathaus und der Hauptbahnhof. Am Rathaus, wo alle Linien außer der 5 verkehren, findet frühmorgens, abends und sonntags ganztägig mindestens alle 30 Minuten ein Sammelanschluss zwischen Bussen und Bahnen statt. Der Hauptbahnhof wird von vier Linien bedient.
Seit Ende 2019 verkehren alle Straßenbahnlinien montags bis samstags in einem 15-Minuten-Grundtakt. Abweichend davon wird die Linie 3 wird an Schultagen (6–18 Uhr) auf einen 7/8-Minuten-Takt verstärkt. Im selben Zeitraum verkehrt die Linie 10 zwischen Hauptbahnhof und Rühme als Verstärkerlinie und verdichtet das Angebot in diesem Abschnitt auf einen 5/10-Minuten-Takt. Abends und sonntags entfällt die Linie 4 und wird dann durch Busse der Linie 412 ersetzt. Die Linien 1, 2 und 5 verkehren alle 30 Minuten, lediglich die 3 behält auf der gesamten Strecke den 15-Minuten-Takt. Ab 23 Uhr und sonntags bis etwa 8 Uhr verkehren nur die Linien 1, 3 und 5 im 60-Minuten-Takt (sog. Vollanschluss). Außerdem werden bei Heimspielen von Eintracht Braunschweig zahlreiche zusätzliche Fahrten zwischen Hauptbahnhof und Stadion angeboten (Bezeichnung 1E).
| Linie | Endpunkte                  | Verlauf | Takt zur HVZ |
| ----- | -------------------------- | --- | ------------ |
| 1     | Wenden - Stöckheim         | Wenden - Rühme - Stadion - Hamburger Straße - Hagenmarkt - Rathaus - Schloss - Hauptbahnhof - Sachsendamm - (Heidberg) - Melvenrode - Stöckheim                        | alle 15 min  |
| 2     | Siegfriedviertel -Heidberg | Siegfriedviertel- Hamburger Straße - Rathaus - Schloss - Hauptbahnhof - Sachsendamm - Heidberg                                                                         | alle 15 min  |
| 3     | Volkmarode - Weststadt     | Volkmarode - Gliesmarode - Bahnhof Gliesmarode - Östliches Ringgebiet - Hagenmarkt - Rathaus - Schloss - Europaplatz - Westliches Ringgebiet - Donauknoten - Weststadt | alle 7/8 min |
| 4     | Radeklint - Hauptfriedhof  | Radeklint - Hagenmarkt - Rathaus - Magniviertel - Stadthalle - Hauptfriedhof                                                                                           | alle 15 min  |
| 5     | Hauptbahnhof - Broitzem    | Hauptbahnhof - Stadthalle - Magniviertel - Schloss - Europaplatz - Westliches Ringgebiet - Donauknoten - Broitzem                                                      | alle 15 min  |
| 10    | Rühme - Hauptbahnhof       | Rühme - Stadion - Hamburger Straße - Hagenmarkt - Rathaus - Schloss - Hauptbahnhof                                                                                     | alle 30 min  |

### Stadtbus
Die Braunschweiger Verkehrs-GmbH betreibt in Braunschweig 32 Buslinien und eine Anruftaxi-Linie.
Knotenpunkt der Buslinien ist am Rathaus, wo abends und sonntags auch Anschlüsse abgewartet werden.
Nachfolgend sind nur die Hauptlinien aufgeführt, welche auch noch abends im 30-Minuten-Takt verkehren, eine vollständige Linienliste befindet sich auf der Homepage der BSVG.
| Linie | Endpunkte                                | Verlauf | Takt zur HVZ                                                        |
| ----- | ---------------------------------------- | --- | ------------------------------------------------------------------- |
| 411   | Lamme – Mascherode                       | (Lamme – ) Kanzlerfeld – Lehndorf – Rudolfplatz – Radeklint – Rathaus – Wilhelminischer Ring – Hauptbahnhof – Südstadt ( – Mascherode) | alle 15 min (nach Mascherode alle 30 min)                           |
| 413   | (Bevenrode – ) Querumer Forst – Leiferde | (Bevenrode – Waggum – ) Querumer Forst – Querum – Gliesmarode – Rathaus – Messegelände – Gartenstadt – Rüningen ( – Leiferde)          | alle 15 min (nach Bevenrode alle 30 min, nach Leiferde alle 30 min) |
| 416   | Kralenriede – Völkenrode                 | Kralenriede – Siegfriedviertel – Ring – Rathaus – Radeklint – Ölper ( – Watenbüttel – Völkenrode)                                      | alle 15 min                                                         |
| 419   | Hauptbahnhof - Westliches Ringgebiet     | Hauptbahnhof – Wilhelminischer Ring – Amalienplatz - Am Jödebrunnen                                                                    | alle 15 min                                                         |

Die übrigen innerstädtischen Buslinien verkehren in der Regel im 30-Minuten-Takt, haben teilweise kürzere Betriebszeiten (meist 5 – 18 Uhr) und fahren teils nicht an Sonn- und Feiertagen. An den Endhaltestellen der Straßenbahnen bestehen auch in der Schwachverkehrszeit Anschlüsse mit Bussen zu Ortsteilen in Stadtrandlage. Sie ermöglichen so eine flächendeckende Bedienung des Stadtgebietes.

### Nachtverkehr
In Braunschweig gab es von 2001 bis November 2014 keinen durchgehenden Nachtverkehr. Sonntag- bis Donnerstagnacht findet der letzte Rundum-Anschluss von Metrotram- und Haupt-Buslinien am Rathaus um Mitternacht statt. In den Nächten von Freitag auf Samstag sowie von Samstag auf Sonntag wird seit 28. November 2014 ein durchgehender Nachtverkehr auf den Hauptlinien angeboten; der Rundum-Anschluss am Rathaus fand bis Januar 2016 immer zur vollen Stunde statt, seit 7. Januar 2016 finden die Anschlüsse alle 70 Minuten um 0:00, 1:10, 2:20 und 3:30 statt.

## Regionalbusverkehr
Der Regionalbusverkehr ins Braunschweiger Umland wird von unterschiedlichen Unternehmen durchgeführt. Dabei sind die Liniennummern, die auf eine Null enden, als Produkt „RegioBus“ definiert. Diese Linien verkehren meist im Stundentakt, am Wochenende teilweise seltener. Etwas häufiger fahren die Linien 420 nach Wolfenbüttel (15-Minuten-Takt), 450 nach Vechelde und 230 nach Wolfsburg sowie bis Cremlingen die Linie 430(in der Hauptverkehrszeit jeweils 30-Minuten-Takt).
| Linie   | Verlauf | Betreiber         |
| ------- | --- | ----------------- |
| 230     | Wolfsburg, Hauptbahnhof↔Lehre↔Braunschweig-Volkmarode↔Braunschweig, Rathaus                                             | WVG               |
| 420     | (Braunschweig, Rathaus↔)Hauptbahnhof↔Wolfenbüttel, Kornmarkt↔Wolfenbüttel, Bahnhof                                      | BSVG              |
| 430     | Braunschweig, Hauptbahnhof↔ Braunschweig, Helmstedter Straße↔Cremlingen↔Destedt↔Gardessen oder Bornum am Elm            | BSVG              |
| 427     | Braunschweig-Volkmarode↔Schapen↔Weddel↔Essehof                                                                          | BSVG              |
| 445     | Braunschweig-Weststadt↔BS-Timmerlah↔Groß Gleidingen↔Sonnenberg↔Wierthe↔Alvesse↔Vallstedt                                | BSVG              |
| 450     | Braunschweig, Rathaus↔Braunschweig-Lehndorf↔Denstorf↔Wedtlenstedt↔Vechelde↔Sierße                                       | BSVG              |
| 480     | Braunschweig, Rathaus↔BS-Watenbüttel↔Klein Schwülper↔Groß Schwülper                                                     | BSVG              |
| 560     | Braunschweig, Rathaus↔Radeklint↔Lehndorf↔Bortfeld↔Wendeburg↔Zweidorf↔Wipshausen                                         | KVM               |
| 620/601 | Braunschweig, Hauptbahnhof↔(Rüningen↔Salzgitter-Thiede↔SZ-Bleckenstedt)↔SZ-Lebenstedt                                   | KVG               |
| 730     | Braunschweig, Wilhelmstraße (Haltestl. Rathaus)↔BS, Hauptbahnhof↔Sickte↔Lucklum↔Erkerode↔Evessen↔Ampleben↔Schöppenstedt | Reisebüro Schmidt |

## Eisenbahn
Die regionalen Eisenbahnlinien werden von DB Regio, Westfalenbahn, erixx und der Metronom Eisenbahngesellschaft unter dem Markennamen enno bedient. Folgende Regionalexpress- und Regionalbahnlinien verkehren in und um Braunschweig:
| Linie      | Verlauf | Takt                                              | Betreiber     | Strecke |
| ---------- | --- | ------------------------------------------------- | ------------- | --- |
| RE 50      | Hildesheim – Braunschweig – Wolfsburg                                                                            | 60 Minuten (in der HVZ 30 min) zwischen BS u. WOB | enno          | Bahnstrecke Hildesheim–Braunschweig, Weddeler Schleife                                                                             |
| RE 60      | Braunschweig – Peine – Hannover – Minden – Osnabrück – Rheine                                                    | 120 Minuten                                       | Westfalenbahn | Bahnstrecke Hannover–Braunschweig                                                                                                  |
| RE 70      | Braunschweig – Peine – Hannover – Minden – Bielefeld                                                             | 120 Minuten                                       | Westfalenbahn | Bahnstrecke Hannover–Braunschweig                                                                                                  |
| RE 70      | Braunschweig – Peine – Hannover                                                                                  | 60 Minuten                                        | Westfalenbahn | Bahnstrecke Hannover–Braunschweig                                                                                                  |
| RE 60RE 70 | Braunschweig – Peine – Hannover                                                                                  | gemeinsam 30 Minuten Takt                         | Westfalenbahn | Bahnstrecke Hannover–Braunschweig                                                                                                  |
| RB 40      | Braunschweig – Helmstedt – Magdeburg                                                                             | 60 Minuten                                        | DB Regio      | Bahnstrecke Braunschweig–Magdeburg                                                                                                 |
| RB 42      | Braunschweig – Wolfenbüttel – Vienenburg – Bad Harzburg zwischen Braunschweig und Vienenburg vereinigt mit RB 43 | 60 Minuten                                        | erixx         | Bahnstrecke Braunschweig–Bad Harzburg                                                                                              |
| RB 43      | Braunschweig – Wolfenbüttel – Vienenburg – Goslar zwischen Braunschweig und Vienenburg vereinigt mit RB 42       | 60 Minuten                                        | erixx         | Bahnstrecke Braunschweig–Bad Harzburg                                                                                              |
| RB 44      | Braunschweig – Salzgitter-Thiede – Salzgitter-Lebenstedt                                                         | 60 Minuten                                        | DB Regio      | Bahnstrecke Braunschweig–Bad Harzburg, Bahnstrecke Leiferde–Salzgitter-Bad, Bahnstrecke Salzgitter-Drütte–Derneburg                |
| RB 45      | Braunschweig – Wolfenbüttel – Schöppenstedt                                                                      | 60 Minuten                                        | DB Regio      | Bahnstrecke Braunschweig–Bad Harzburg                                                                                              |
| RB 46      | Braunschweig – Salzgitter-Ringelheim – Seesen – Herzberg am Harz                                                 | 60 Minuten                                        | DB Regio      | Bahnstrecke Braunschweig–Bad Harzburg, Bahnstrecke Leiferde–Salzgitter-Bad, Braunschweigische Südbahn, Bahnstrecke Herzberg–Seesen |
| RB 47      | Braunschweig – Braunschweig-Gliesmarode – Gifhorn – Wittingen – Uelzen                                           | 120 Minuten                                       | erixx         | Bahnstrecke Braunschweig–Wieren |
| RB 48      | Braunschweig – Salzgitter-Thiede – Salzgitter-Lebenstedt                                                         | 60 Minuten (nur Mo–Fr) zur Verstärkung der RB 44  | DB Regio      | Bahnstrecke Braunschweig–Bad Harzburg, Bahnstrecke Leiferde–Salzgitter-Bad, Bahnstrecke Salzgitter-Drütte–Derneburg                |

### Bahnhöfe
Braunschweig hatte seit dem Einzug der Eisenbahn viele Bahnhöfe. Spätestens seit dem Fall der Mauer und dem darauffolgenden Bedeutungsverlust Braunschweigs als Grenzstadt wurde viele Gleise abgebaut oder nicht mehr bedient. Auch manche Bahnhöfe an noch heute betriebenen Strecken wurden aufgegeben. Die meisten Bahnhöfe befinden sich heute in Privatbesitz oder wurden abgerissen. 
Aktuell existieren nur zwei Bahnhöfe in Braunschweig, allerdings werden mehrere weitere Bahnhöfe und Haltestellen geplant. 
| Name                             | Linien, die diesen Bahnhof bedienen                                         | Bahnhofskategorie | Bahnsteige |
| -------------------------------- | --------------------------------------------------------------------------- | ----------------- | ---------- |
| Braunschweig Hauptbahnhof        | RE 50, RE 60, RE 70, RB 40, RB 42, RB 43, RB 44, RB 45, RB 46, RB 47, RB 48 | 2                 | 8          |
| Bahnhof Braunschweig-Gliesmarode | RB 47                                                                       | 6                 | 2          |

## Planungen

### Schienenpersonennahverkehr
Bis 2030 wird im Rahmen der „Stationsoffensive“ des Aufgabenträgers Regionalverband Großraum Braunschweig die Realisierung von drei neuen Bahnstationen im Stadtgebiet geplant. Durch die Reaktivierung der Bahnstrecke Harvesse–Braunschweig-Gliesmarode („Spargelexpress“) und Ausbaumaßnahmen für eine Taktverdichtung der RB 47 sind über 2030 hinaus zudem mittelfristig vier weitere Stationen vorgesehen.
| Betriebsstelle                | Linien bei Eröffnung                                          | Eröffnung (vrsl.) | Strecken                                                                                   | Aufbau |
| ----------------------------- | ------------------------------------------------------------- | ----------------- | ------------------------------------------------------------------------------------------ | --- |
| Braunschweig-Bienrode         | - RB 47                                                       | 2027              | - Bahnstrecke Braunschweig–Wieren                                                          | Haltepunkt mit einem Bahnsteig an bestehender Strecke                                                             |
| Braunschweig-West             | - RE 50 (30-Min-Takt) - RE 60RE 70 (zusammen 30-Min-Takt) - 5 | 2029              | - Bahnstrecke Hannover–Braunschweig                                                        | Betriebsstelle mit einem Außen- und einem Inselbahnsteig für insgesamt drei Gleise und umfangreichen Außenanlagen |
| Braunschweig-Leiferde         | - RB 44 (30-Min-Takt) - RB 45 (30-Min-Takt)                   | 2030              | - Bahnstrecke Braunschweig–Bad Harzburg - Bahnstrecke Braunschweig-Leiferde–Salzgitter-Bad | insgesamt vier Außenbahnsteige (zwei pro Bahnstrecke) südlich der heutigen Abzweigstelle Leiferde                 |
| Braunschweig-Kralenriede      | - RB 47 (30-Min-Takt)                                         | nach 2030         | - Bahnstrecke Braunschweig–Wieren                                                          | Kreuzungsbahnhof mit vrsl. zwei Bahnsteigen (Voraussetzung für 30-Minuten-Takt Braunschweig–Gifhorn Stadt)        |
| Braunschweig-Schuntersiedlung | - RB 49 (30-Min-Takt HVZ)                                     | ggf. nach 2030    | - Bahnstrecke Harvesse–Braunschweig-Gliesmarode                                            | Haltepunkt mit einem Bahnsteig (Voraussetzung: Reaktivierung Braunschweig-Gliesmarode – Harvesse)                 |
| Braunschweig-Rühme West       | - RB 49 (30-Min-Takt HVZ) - 1 10                              | ggf. nach 2030    | - Bahnstrecke Harvesse–Braunschweig-Gliesmarode                                            | Betriebsstelle mit einem Bahnsteig (Voraussetzung: Reaktivierung Braunschweig-Gliesmarode – Harvesse)             |
| Braunschweig-Völkenrode       | - RB 49 (30-Min-Takt HVZ)                                     | ggf. nach 2030    | - Bahnstrecke Harvesse–Braunschweig-Gliesmarode                                            | Kreuzungsbahnhof mit vrsl. zwei Bahnsteigen (Voraussetzung: Reaktivierung Braunschweig-Gliesmarode – Harvesse)    |